# Onafhankelijke olympische deelnemers op de Olympische Zomerspelen 1992
Onder de naam Onafhankelijke olympische deelnemers (Independent Olympic Participants) deden op de Zomerspelen van 1992 58 individuele sporters uit Joegoslavië mee. Door het embargo dat vanwege de Joegoslavische oorlogen door de Verenigde Naties was opgelegd, mocht Joegoslavië als natie niet deelnemen aan de Spelen. Desondanks werden sporters uit dat land toch toegelaten tot de Spelen, maar dan als "Onafhankelijke olympische deelnemers" met de IOC-landcode "IOP" en onder de olympische vlag. De Joegoslaven wonnen drie medailles.

## Medailles en deelnames
De drie medailles werden in de schietsport behaald. Jasna Šekarić won haar derde olympische medaille, ze werd tweede bij de discipline luchtpistool. Eerder won ze op de OS van 1988 een gouden medaille op de discipline luchtpistool en een bronzen medaille op de discipline sportpistool als deelneemster van Joegoslavië. Later voegde ze hier op de OS van 2000 (voor Joegoslavië uitkomend) nog een vierde medaille en op de OS van 2004 (voor Servië en Montenegro uitkomend) een vijfde medaille aan toe, beide zilver op de discipline luchtpistool. Stevan Pletikosić en Aranka Binder wonnen brons.
| Sport       | Discipline                      | Medaille | Winnaar           |
| ----------- | ------------------------------- | -------- | ----------------- |
| Schietsport | Luchtpistool                    | Zilver   | Jasna Šekarić     |
| Schietsport | Kleinkalibergeweer 50m, liggend | Brons    | Stevan Pletikosić |
| Schietsport | Luchtgeweer                     | Brons    | Aranka Binder     |

Albanië · Algerije · Amerikaanse Maagdeneilanden · Amerikaans-Samoa · Andorra · Angola · Antigua en Barbuda · Argentinië · Aruba · Australië · Bahama's · Bahrein · Bangladesh · Barbados · België · Belize · Benin · Bermuda · Bhutan · Bolivia · Bosnië en Herzegovina · Botswana · Brazilië · Britse Maagdeneilanden · Bulgarije · Burkina Faso · Canada · Centraal-Afrikaanse Republiek · Chili · China · Chinees Taipei · Colombia · Congo-Brazzaville · Cookeilanden · Costa Rica · Cuba · Cyprus · Denemarken · Djibouti · Dominicaanse Republiek · Duitsland · Ecuador · Egypte · El Salvador · Equatoriaal-Guinea · Estland · Ethiopië · Fiji · Filipijnen · Finland · Frankrijk · Gabon · Gambia · Gezamenlijk team · Ghana · Grenada · Griekenland · Groot-Brittannië · Guam · Guatemala · Guinee · Guyana · Haïti · Honduras · Hongarije · Hongkong · Ierland · IJsland · India · Indonesië · Irak · Iran · Israël · Italië · Ivoorkust · Jamaica · Japan · Jemen · Jordanië · Kaaimaneilanden · Kameroen · Kenia · Koeweit · Kroatië · Laos · Lesotho · Letland · Libanon · Libië · Liechtenstein · Litouwen · Luxemburg · Madagaskar · Malawi · Malediven · Maleisië · Mali · Malta · Marokko · Mauritanië · Mauritius · Mexico · Monaco · Mongolië · Mozambique · Myanmar · Namibië · Nederland · Nederlandse Antillen · Nepal · Nicaragua · Nieuw-Zeeland · Niger · Nigeria · Noord-Korea · Noorwegen · Oeganda · Oman · Oostenrijk · Pakistan · Panama · Papoea-Nieuw-Guinea · Paraguay · Peru · Polen · Portugal · Puerto Rico · Qatar · Roemenië · Rwanda · Saint Vincent‑Grenadines · Salomonseilanden · Samoa · San Marino · Saoedi-Arabië · Senegal · Seychellen · Sierra Leone · Singapore · Slovenië · Soedan · Spanje · Sri Lanka · Suriname · Swaziland · Syrië · Tanzania · Thailand · Togo · Tonga · Trinidad en Tobago · Tsjaad · Tsjecho-Slowakije · Tunesië · Turkije · Uruguay · Vanuatu · Venezuela · Verenigde Arabische Emiraten · Verenigde Staten · Vietnam · Zaïre · Zambia · Zimbabwe · Zuid-Afrika · Zuid-Korea · Zweden · Zwitserland · Onafhankelijke olympische deelnemers